# Jean-François-Aimé-Philippe Gaudin
Pour les articles homonymes, voir Gaudin.
 Jean Gaudin, de son nom complet de baptême Jean-François-Aimé-Philippe Gaudin, né le 18 mars 1766 à Longirod et mort le 14 juillet 1833 à Nyon, est un enseignant, pasteur et botaniste vaudois.

## Biographie
Originaire de Nyon, Jean Gaudin suit l'Académie de Genève (1781), puis étudie durant sept ans la théologie à l'Université de Zurich. Là s’éveille son goût pour la botanique, encouragé par le naturaliste Johannes Gessner, ami d’Albert de Haller et fondateur du jardin botanique de Zurich. En 1789, il voyage en Appenzell et dans le canton de Saint-Gall où il rencontre Anna-Barbara Escher, fille du bailli de Sax, qu’il épouse la même année. Elle lui donnera deux filles.
Jean Gaudin publie Agrostologia helvetica (1811), à savoir une description des graminées, qui contribue à son rayonnement international. En 1820, il est admis comme membre correspondant de la Société linnéenne de Paris, en même temps qu’il devient professeur honoraire de botanique à l’Université de Lausanne en reconnaissance de ses travaux scientifiques. Son ouvrage majeur, Flora helvetica, paraît en six volumes, entre 1828 et 1830. Puis le volume 7, intitulé Topographia helvetica, paraît en 1833. C’est un dictionnaire des lieux cités dans les premiers volumes, avec la liste des plantes qui y ont été repérées. Cet ouvrage est considéré comme le premier de ce genre à avoir été publié. Gaudin désigne près de 170 espèces nouvelles, telles que le glaïeul des marais, la fétuque violette, la laiche ponctuée, pour ne citer que trois exemples parmi les 20 espèces de la flore suisse qu’il décrit et qui sont aujourd’hui reconnues.
Pour ses travaux, Gaudin effectue dix-huit voyages en Suisse, en France, en Savoie et dans le Piémont, au cours desquels il constitue un herbier considérable du point de vue scientifique. Cet herbier compte 26 paquets de plantes, totalisant 5511 échantillons qui représentent 3535 espèces, dont 168 types nomenclaturaux. Cet herbier est légué à son ancien élève et ami le botaniste parisien Jacques Étienne Gay, puis sera finalement déposé en 1878 au Musée cantonal de botanique.
Hors académie, Gaudin est maître de mathématiques et d'histoire naturelle à l'institut Snell à Nyon, dont il devient codirecteur, puis directeur à la mort d'Auguste Snell (1810).
Membre fondateur, avec Henri-Albert Gosse, de la Société helvétique des sciences naturelles (dès 1815), il est également le premier président de la société évangélique des missions à Nyon (dès 1826). Jean Gaudin occupe successivement la charge ecclésiastique de pasteur à l'église allemande de Nyon (ministre de 1795-1817), à Longirod (1817-1821), puis à Nyon (1821-1833).
Jean Gaudin meurt le 14 juillet 1833 à Nyon d'une fluxion de poitrine.

## Principaux ouvrages
- Étrennes de flore : No 1, pour l'an de grâce 1804, à Lausanne : chez Hignou, 1804.
- Agrostographia alpina oder Beschreibung schweizerischer Gräser, welche meistens auf den Alpen, und auf der Gebirgskette des Jura wachsen. Alpina. - Winterthour, Steiner éd., 1806-1809, t. 3, pp. 2-75 ; t. 4, pp. 201-283.
- Agrostologia helvetica : definitionem descriptionemque graminum et plantarum eis affinium in Helvetia sponte nascentium complectens, Paris, Genève, J.J. Paschoud éd., 1811.
- Flora helvetica sive historia stirpium hucusque cognitarum in Helvetia et in tractibus conterminis : aut sponte nascentium aut in hominis animaliumque usus vulgo cultarum, Zurich, Orell et Füssli éd., 1828-1833.
- Synopsis Florae helveticae, ouvrage posthume, complété et publié par J.-P. Monnard, Zurich, Apud Orell et Füssli éd., 1836.